# Phthiridium styligerum
Phthiridium styligerum är en tvåvingeart som först beskrevs av Oskar Theodor 1967.  Phthiridium styligerum ingår i släktet Phthiridium och familjen lusflugor. Inga underarter finns listade i Catalogue of Life.